# Acton (Maine)
Acton ist eine Town im York County im US-Bundesstaat Maine. Im Jahr 2020 lebten dort 2671 Einwohner in 2198 Haushalten auf einer Fläche von 106,47 km².

## Geographie
Nach dem United States Census Bureau hat Acton eine Gesamtfläche von 106,47 km², von der 97,69 km² Land sind und 8,78 km² aus Gewässern bestehen.

### Geographische Lage
Acton liegt im Westen des York Countys und grenzt an das Carroll County, New Hampshire im Nordwesten und das Strafford County, New Hampshire im Südwesten an. Im Norden grenzen der Balch Pond und der Great East Lake an, im Westen der Square Pond und der Mousam Lake, zentral befindet sich der Wilson Lake und im Süden der Nordeast Pond. Die Oberfläche ist eher eben, die höchste Erhebung ist mit 315 m der Hussey Hill.

### Nachbargemeinden
Alle Entfernungen sind als Luftlinien zwischen den offiziellen Koordinaten der Orte aus der Volkszählung 2010 angegeben.
- Norden: Newfield, 11,9 km
- Osten: Shapleigh, 8,8 km
- Südosten Sanford, 19,3 km
- Süden: Lebanon, 15,4 km
- Südwesten: Milton, Strafford County, New Hampshire, 11,2 km
- Nordwesten: Wakefield, Carroll County, New Hampshire, 8,4 km

### Stadtgliederung
In Acton gibt es mehrere Siedlungsgebiete: Acton, Miller Corner, North Acton, Shapleigh Corner und South Acton.

### Klima
Die mittlere Durchschnittstemperatur in Acton liegt zwischen −6,1 °C (21 °F) im Januar und 20,6 °C (69 °F) im Juli. Damit ist der Ort gegenüber dem langjährigen Mittel der USA um etwa 9 Grad kühler. Die Schneefälle zwischen Oktober und Mai liegen mit bis zu zweieinhalb Metern mehr als doppelt so hoch wie die mittlere Schneehöhe in den USA; die tägliche Sonnenscheindauer liegt am unteren Rand des Wertespektrums der USA.

## Geschichte
Die Abenaki siedelten in diesem Gebiet, das sie Massabesic (Große Gewässer oder wasserreicher Ort) nannten. Im Jahr 1661 kaufte Francis Small die Flächen, die die Towns von Shapleigh, Acton, Newfield, Parsonsfield, sowie Teile von Limerick und Cornish umfassen, von Sinday dem Sagamore des Stammes der Newichawannock aus dem Volk der Algonkin. Eine Vermessung fand 1771 statt und das heutige Acton sowie Shapleigh wurden als Hubbardstown Plantation organisiert. Der erste Siedler im Gebiet war im Jahr 1775 Joseph Jellison. Er ließ sich im Gebiet von Emery Mills nieder. Die erste Siedlung wurde 1776 von Benjamin Kimens, Clement Steele und John York auf dem Gebiet von Action gegründet. Weitere Siedler folgten, so auch Kapitän William Rogers, der die Brücke über die Enge des Mousam-Sees und ein Haus in der Nähe baute. John B. Hansen baute 1776 eine Straße, die an der Libanonlinie östlich von Goding Brook begann. Die Straße führte nach Norden zum Ossipee River. Nachdem die Straße fertig war, folgten sofort Siedler.
Als Town wurde Action am 6. März 1830 organisiert und von Shapleigh losgelöst. Im Jahr 1831 wurde Land an Shapleigh abgetreten.

### Einwohnerentwicklung
| Volkszählungsergebnisse – Town of Acton, Maine | Volkszählungsergebnisse – Town of Acton, Maine | Volkszählungsergebnisse – Town of Acton, Maine | Volkszählungsergebnisse – Town of Acton, Maine | Volkszählungsergebnisse – Town of Acton, Maine | Volkszählungsergebnisse – Town of Acton, Maine | Volkszählungsergebnisse – Town of Acton, Maine | Volkszählungsergebnisse – Town of Acton, Maine | Volkszählungsergebnisse – Town of Acton, Maine | Volkszählungsergebnisse – Town of Acton, Maine | Volkszählungsergebnisse – Town of Acton, Maine |
| Jahr                                           | 1700                                           | 1710                                           | 1720                                           | 1730                                           | 1740                                           | 1750                                           | 1760                                           | 1770                                           | 1780                                           | 1790                                           |
| ---------------------------------------------- | ---------------------------------------------- | ---------------------------------------------- | ---------------------------------------------- | ---------------------------------------------- | ---------------------------------------------- | ---------------------------------------------- | ---------------------------------------------- | ---------------------------------------------- | ---------------------------------------------- | ---------------------------------------------- |
| Einwohner                                      |                                                |                                                |                                                |                                                |                                                |                                                |                                                |                                                |                                                |                                                |
| Jahr                                           | 1800                                           | 1810                                           | 1820                                           | 1830                                           | 1840                                           | 1850                                           | 1860                                           | 1870                                           | 1880                                           | 1890                                           |
| Einwohner                                      |                                                |                                                |                                                | 1398                                           | 1401                                           | 1359                                           | 1218                                           | 1008                                           | 1050                                           | 878                                            |
| Jahr                                           | 1900                                           | 1910                                           | 1920                                           | 1930                                           | 1940                                           | 1950                                           | 1960                                           | 1970                                           | 1980                                           | 1990                                           |
| Einwohner                                      | 778                                            | 603                                            | 499                                            | 449                                            | 392                                            | 473                                            | 501                                            | 697                                            | 1228                                           | 1727                                           |
| Jahr                                           | 2000                                           | 2010                                           | 2020                                           | 2030                                           | 2040                                           | 2050                                           | 2060                                           | 2070                                           | 2080                                           | 2090                                           |
| Einwohner                                      | 2145                                           | 2447                                           | 2671                                           |                                                |                                                |                                                |                                                |                                                |                                                |                                                |

## Kultur und Sehenswürdigkeiten

### Bauwerke
In Acton wurden mehrere Bauwerke unter Denkmalschutz gestellt und ins National Register of Historic Places aufgenommen.
- Great Falls Manufacturing Company Newichawannock Canal Historic District, 2014 unter der Register-Nr. 14000460.[10]
- Lincoln School, 2013 unter der Register-Nr. 13000189.[11]

## Wirtschaft und Infrastruktur

### Verkehr
Die Maine State Route 109 verläuft in westöstlicher Richtung durch Acton und verbindet es mit Sanford und Wolfeboro in New Hampshire.

### Öffentliche Einrichtungen
Es gibt keine medizinischen Einrichtungen in Acton. Die nächstgelegenen befinden sich in Sanford und Wolfeboro.
Die Acton Public Library befindet sich in der H Road in Acton.

### Bildung
Für die Schulbildung in Acton ist das Acton School Department zuständig. In Acton gibt es eine Schule, die Schulklassen von Pre-Kindergarten bis zum 8. Schuljahr anbietet.

## Persönlichkeiten

### Söhne und Töchter der Stadt
- Joshua Maria Young (1808–1866), Bischof des Bistums Erie